# SI単位
SI単位（エスアイたんい、仏: unités SI 、unités du SI、英: SI units、units of the SI）とは、国際単位系が定める最も基本的な様々な単位の総称である。SI基本単位、SI組立単位、SI接頭語から成る。SI併用単位はSI単位には含まれない。SI単位の対義語は、非SI単位である。

## SI単位の定義
SI単位は次の3つが結合されることにより得られる全ての単位の名称である。SI単位はSI接頭語付きの単位を含むので、SI単位全体の集合は、一貫性を持たない。
- SI基本単位
- 一貫性のあるSI組立単位
- SI接頭語付きの単位

## 一貫性のあるSI単位
次の2つのみが結合されることにより得られる全ての単位は、「一貫性のあるSI単位（coherent SI units）」と呼ばれる。つまり、上記のSI単位の構成要素からSI接頭語付きの単位を除いた単位である。この2つのみによる単位の集合は一貫性のある単位系を形成している。
- SI基本単位
- 一貫性のあるSI組立単位

## 用語法の変遷
SI基本単位とSI組立単位は一貫性のある単位系を形成するので、かつては、この2つのみを総称して、「SI単位」と呼んでいた。1969年にCIPMはこのことを明示していた。
しかし、CIPMは、2001年に、「SI単位」の語と「一貫性のあるSI単位」の語を前々項と前項のように明確に定義し直した。したがって、2001年を境に用語法が変更されている。
- 1969年～2001年の用語法
  - SI単位　=　基本単位　＋　組立単位

- 2001年以後の用語法
  - 一貫性のあるSI単位　=　基本単位　＋　組立単位
  - SI単位　=　基本単位　＋　組立単位　+　SI接頭語付きの単位